# Лоня-Требеж
45°20′53″ пн. ш. 16°46′24″ сх. д. / 45.34806° пн. ш. 16.77333° сх. д.
Лоня-Требеж (хорв. Lonja-Trebež) — річка в Хорватії, ліва притока річки Сави (басейн Дунаю та Чорного моря). 
Довжина річки — 133 км, площа басейну — 5 944 км².
Основні притоки — Чесма, Ілова, Пакра та Зеліна. На Лоні розташоване місто Іванич-Град і декілька селищ.
Лоня бере початок у східних відрогах хребта Іваншчиця неподалік від міста Новий Мароф. У верхів'ї протікає горбистими відрогами Іваншчиці та Калника, у пониззі виходить на низинну територію на лівобережжі Сави нижче Сисака, де створено природний парк Лонське поле. Річка тут має надзвичайно звивисте русло, подрібнюється на рукави, утворює численні стариці. У період весняної повені на Саві весь природний парк опиняється під водою.
У Лонському полі річка розділяється на два основні рукави. Перший, що носить ім'я Стара Лоня, впадає в Саву біля села Лоня, а другий, довший (за ним обчислюється загальна довжина річки), що називається Требеж, упадає в Саву на відстані 5 км нижче від Старої Лоні.